# سیارک ۱۰۰۲۶۶
سیارک ۱۰۰۲۶۶ (به انگلیسی: 100266 Sadamisaki، نامگذاری:1994TV14) صد هزار و دویست و شصت و ششمین سیارک کشف شده‌است که در ۱۴ اکتبر ۱۹۹۴ کشف شد.